# Ryfki

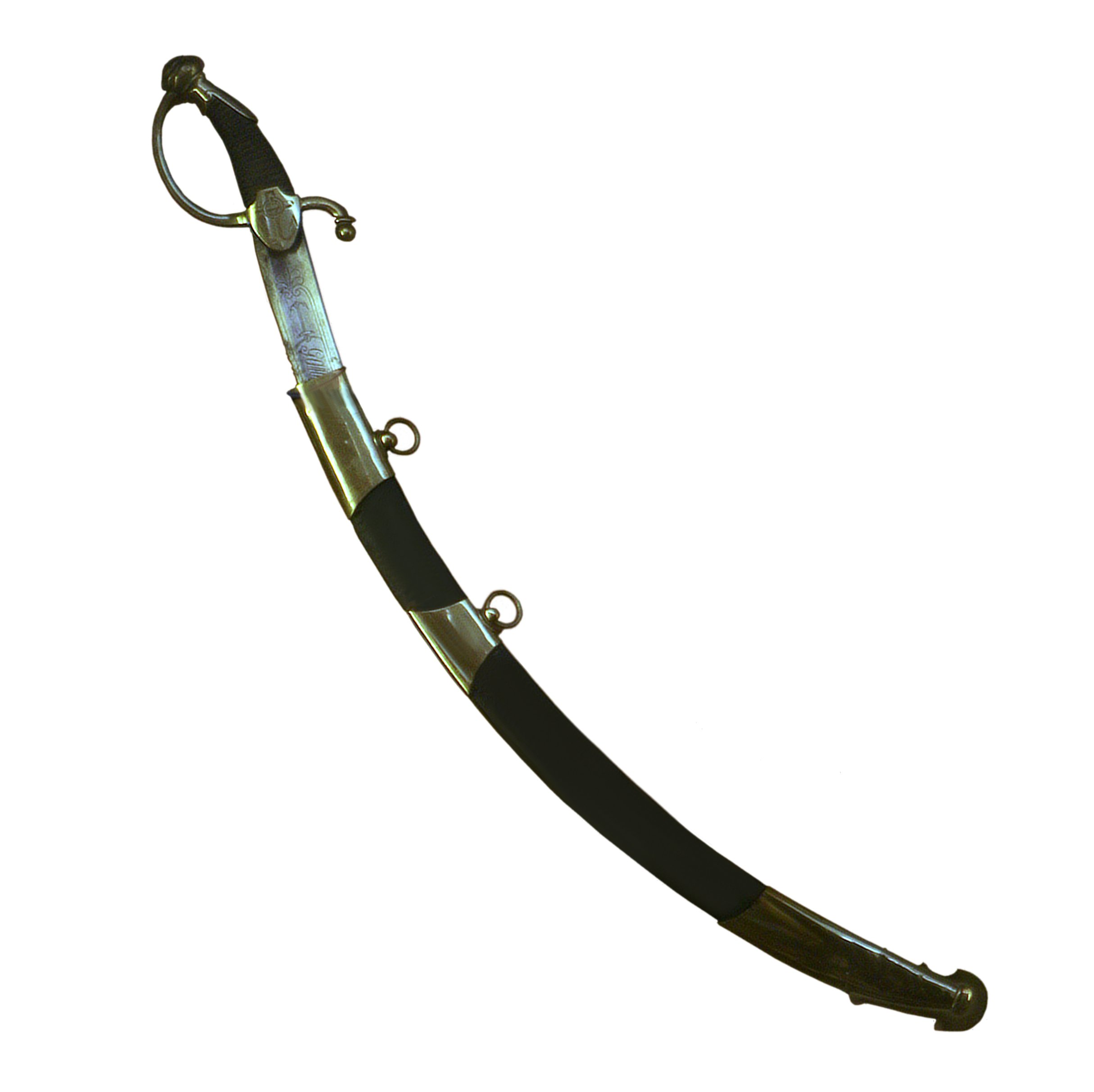
Pochwa szabli z ryfkami

Ryfki – okucia pochwy broni białej, zaopatrzone w kółka (brajcarki) służące do jej zawieszenia na rapciach.